# B̓
B̓ (minuscule : b̓), appelé B virgule suscrite, est une lettre latine utilisée dans l’écriture du nitinaht et du thompson.
Il s’agit de la lettre B diacritée d’une virgule suscrite.

## Représentations informatiques
Le B virgule suscrite peut être représenté avec les caractères Unicode suivants : 
- décomposé (latin de base, diacritiques) :

| formes    | représentations | chaînes de caractères | points de code | descriptions                                          |
| --------- | --------------- | --------------------- | -------------- | ----------------------------------------------------- |
| capitale  | B̓               | B◌̓                    | U+0042 U+0313  | lettre majuscule latine b diacritique virgule en chef |
| minuscule | b̓               | b◌̓                    | U+0062 U+0313  | lettre minuscule latine b diacritique virgule en chef |

## Sources
- « How To Type nɬeʔkèpmxcín (Thompson River Salish) », MELTR. <http://www.meltr.org/Resources/Keyboards/ThompsonU.htm>
- Diidiitidq, FirstVoices.ca